# Peñarroya de Tastavins
Peñarroya de Tastavins (aragónul: Penyarroya de Tastavins, katalánul: Pena-roja) település Spanyolországban, Teruel tartományban. Peñarroya de Tastavins Monroyo, Fuentespalda és Valderrobres községekkel határos. Lakosainak száma 460 fő (2024).

## Népesség
A település népessége az utóbbi években az alábbiak szerint változott:
| Lakosok száma | 522  | 527  | 511  | 532  | 497  | 487  | 461  | 439  | 450  | 460  |
|               | 2001 | 2004 | 2007 | 2009 | 2012 | 2014 | 2017 | 2019 | 2022 | 2024 |